# كاراند
كاراند هي قرية تقع في إقليم أراد في رومانيا. تبعد عن أراد 92 كم.

## السكان
حسب إحصائيات 2002 بلغ عدد سكان القرية 1,320 نسمة.